# Stazione di Las Zorreras
La stazione di Las Zorreras è una stazione ferroviaria di El Escorial, sulla linea Madrid-Hendaye.
La stazione dispone di servizi di media distanza e forma parte delle linee C3 e C8 delle Cercanías di Madrid.
Si trova in calle de la Estación, nella frazione di Navalquejigo del comune di El Escorial.

## Storia
La stazione è stata inaugurata il 9 agosto 1861 con l'inaugurazione del tratto Madrid-El Escorial della linea Madrid-Hendaye.